# Glacioeustatism
Glacioeustatismul reprezintă corelația presupusă între creșterea nivelului oceanic în timpul unei deglacizări (topirea ghețarilor), sau coborârea lor în timpul unei glaciațiuni.
Prin glacioeustatism se înțelege variația nivelului Oceanului planetar datorită formării sau topirii ghețarilor. Blocarea apei în calotele de gheață provoacă scăderea nivelului oceanului (mișcări eustatice negative), iar topirea lor duce la creșterea nivelului oceanului (mișcări eustatice pozitive).
Dacă volumul actual al ghețarilor de pe glob, însumând 29,1 milioane km3, s-ar topi simultan, ar avea loc o creștere a nivelului Oceanului planetar cu aproximativ 80 m.
Glacioeustatismul este un fenomen de ridicare și coborâre  a nivelului apelor oceanului planetar, pe seama fazelor glaciare și interglaciare din cuaternar, datorită topirii ghețarilor și revenirii apei în oceane prin intermediul apelor curgătoare.